# Partido Comunista de Arabia Saudita
El Partido Comunista en Arabia Saudita (árabe: الحزب الشيوعي في السعودية, Hizb al-Shuyu'i fi al-Sa'udiyah) fue un partido político ilegalizado de Arabia Saudita, fundado en 1975 y cuyos orígenes se remontan al Movimiento Nacionalista Árabe.
El partido tenía una organización de jóvenes, denominada Unión de Jóvenes Demócratas - Arabia Saudíta (Itihad ash-Shabaab ad-Dimokrati fi Saudia). La sede central estaba ubicada en Damasco, Siria.
A comienzos de la década de 1990, el gobierno saudita liberó algunos presos políticos que formaban parte de la organización, a cambio de que el partido prometiera desmantelarse. Desde entonces se renombró a sí mismo como Unificación Democrática de Arabia Saudíta.